# Ruovesi
Ruovesi è un comune finlandese di 4114 abitanti, situato nella regione del Pirkanmaa.